# Schieringer
Die Schieringer (niederländisch Schieringers) waren eine „Partei“ (nicht im modernen Sinne des Wortes, sondern im Sinne einer politischen Gruppierung, einer „Parteiung“) in den westlichen Frieslanden einschließlich der Stadt Groningen, die vom 14. bis ins frühe 16. Jahrhundert bestand und die Geschichte Frieslands in dieser Zeit maßgeblich mitbestimmte.

## Name
Über den Ursprung des Namens gibt es mehr als ein halbes Dutzend Theorien. Die Enzyklopädie Winkler Prins führt die Bezeichnung Schieringers auf die „Schieren Monniken“ (vgl. Schiermonnikoog) zurück, die wegen ihres grauen Habits so genannten „Grauen Mönche“ (Zisterzienser). Die Schieringer wurden zeitweise von den Zisterziensern unterstützt.

## Schieringer und Vetkoper
Die Geschichte der Schieringer ist die Geschichte ihres rund 200-jährigen Machtkampfes mit der Gegenpartei, den Vetkopern (niederländisch Vetkopers), das heißt „Fettkäufer“, was teils als Händler mit fettem Vieh gedeutet wird, teils als reiche Familien, die sich fettes Fleisch leisten konnten. Die Vetkoper wurden zeitweise von den mit den Zisterziensern konkurrierenden Prämonstratensern unterstützt.
Der Zweck der Zusammenschlüsse einflussreicher Familien zu den beiden Bündnissen der Schieringer und der Vetkoper war – ähnlich wie im Falle von Kabeljau-Fraktion und Haken-Fraktion in der benachbarten Grafschaft Holland – die gegenseitige Unterstützung bei der Verteilung von Ämtern und zum Machterhalt. Einen gewissen Einfluss darauf, welchem der beiden Lager sich eine Familie zuordnete, hatte ihr Wohnort. Die Schieringer fanden ihre Anhängerschaft überwiegend im Westen Frieslands westlich der Lauwers (Westergo), die Vetkoper großteils im Osten Frieslands östlich der Lauwers (Oostergo), später auch „Klein-Friesland“ oder „Ommelande“ genannt. Doch gab es auch zahlreiche Schieringer im östlichen Friesland und zahlreiche Vetkoper im westlichen. Die in der älteren Geschichtsschreibung zu lesende Darstellung, die Schieringer seien die „demokratische“ Partei der „kleinen Leute“ gewesen, die sich dem Machtstreben des Adels widersetzten, mag für die Stadt Groningen gelten, entspricht jedoch nicht dem vielschichtigeren Bild, das sich aus den Quellen ergibt. Im Wesentlichen war es ein Machtkampf zwischen zwei Lagern innerhalb derselben, sozial führenden Schicht.
Parteiwechsel und wechselnde Koalitionen kamen nicht selten vor. Die Rivalität zwischen Schieringern und Vetkopern lebte immer wieder infolge der Rivalitäten zwischen den friesischen Städten (insbesondere Groningen, Dokkum, Leeuwarden und Franeker) auf und heizte diese umgekehrt an. Auch Konflikte zwischen Friesland und Holland oder zwischen Friesland und dem Reich wirkten auf die Konflikte zwischen Schieringern und Vetkopern zurück. Sowohl die Schieringer als auch die Vetkoper riefen mehrfach auswärtige Verbündete zur Hilfe und gefährdeten damit die Friesische Freiheit. Denn einer der Eckpfeiler der Friesischen Freiheit war der Grundsatz, nicht-friesische Mächte aus Friesland fernzuhalten.

## Geschichte des Konfliktes
Der Kampf zwischen Schieringern und Vetkopers begann möglicherweise in den 1330er Jahren im Zusammenhang mit Auseinandersetzungen zwischen dem Zisterzienserkloster Bloemkamp und dem Kloster Ludingakerk (auch „Ludingakerke“ geschrieben) der Augustiner-Chorherren unweit von Harlingen.
Einen ersten Höhepunkt erreichten die Konflikte die zwischen Schieringern und Vetkopern im Großen Friesischen Krieg (1413–1422). Dieser brach aus, als der Häuptling Keno II. tom Brok 1413 seinen Widersacher Hisko Abdena, einen Parteigänger der Schieringer, aus Emden vertrieb. Im Gegenzug zerstörten die Schieringer Siele im Rheiderland. Die Schieringer wandten sich 1416 an König Sigismund um Hilfe, 1418 an Herzog Johann III. von Bayern, der zugleich Graf von Holland war. Der Krieg endete 1422 mit dem Frieden von Groningen, ohne dass die Spannungen zwischen Schieringern und Vetkopern dauerhaft gelöst worden wären.

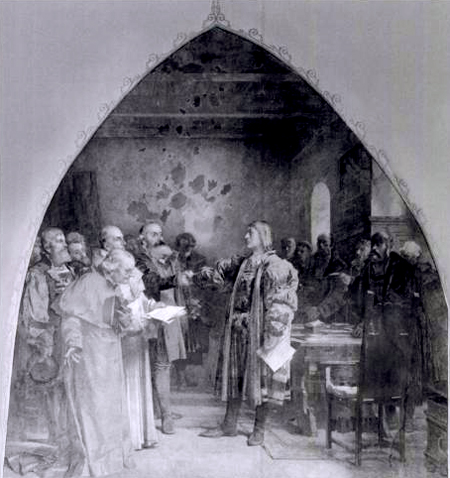
Eine Gesandtschaft der Schieringer bittet Herzog Albrecht den Beherzten im März 1498 in Medemblik um Hilfe und trägt ihm die Statthalterschaft an. Historienmalerei in der Albrechtsburg in Meißen von Julius Scholtz (1877). In der lateinischen Bildunterschrift des Wandgemäldes (hier nicht abgebildet) heißt es, dass eine Unterwerfung von „Ostergoa“ vonnöten sei. Damit sich nicht zuletzt die Vetkoper gemeint.

Die letzte kriegerische Auseinandersetzung zwischen Schieringern und Vetkopern ereignete sich Ende des 15. Jahrhunderts / Anfang des 16. Jahrhunderts. Der Anlass war der „friesische Aufstand“, der Machtkampf zwischen Albrecht dem Beherzten, dem Herzog von Sachsen, der von Kaiser Maximilian zum Erbstatthalter von Friesland ernannt worden war, und seinem Sohn Heinrich dem Frommen einerseits und der Mehrzahl der friesischen Häuptlingen andererseits, die sich weigerten, die Erbstatthaltschaft anzuerkennen. Die Schieringer stellten sich dabei auf die Seite Albrechts und Heinrichs sowie der Habsburger, um mit deren Hilfe die Oberhand über die Vetkoper zu gewinnen. Schließlich mussten sich die Friesen unterwerfen.
Mit dem Ende der Friesischen Freiheit endete auch der jahrhundertelange Kampf der Schieringer und der Vetkoper um die Vorherrschaft in Friesland.